# Radiodiffusion Nationale
Radiodiffusion française nationale, renombrada como Radiodiffusion Nationale (RN), fue una empresa de radiodifusión pública en Francia encargada de la producción, radiodifusión y coordinación de programas de radio y televisión.
Fue fundada el 29 de julio de 1939, por el decreto del entonces primer ministro Edouard Daladier. La decisión de fundación fue motivada por la cercana Segunda Guerra Mundial, con el intento de establecer un monopolio estatal sobre la radiodifusión, coordinar la propaganda y facilitar la censura. El trabajo fue interrumpido temporalmente sobre la base de las disposiciones del acuerdo de capitulación ante Alemania el 25 de junio de 1940, pero el 5 de julio comenzó a trabajar en la llamada "Zona Libre" de Vichy. Desde 1943, su sede se ha trasladado a París, donde el programa de radio bajo la dirección de Philippe Henriot recibió un carácter antisemita y pro-Eje. Entretanto, el 4 de abril de 1944, el Gobierno Provisional de la República Francesa estableció su propia RN en Argelia. Tomó posesión de las instalaciones en París durante la liberación de París el 22 de agosto de 1944. Ya el 1° de octubre, RN lanzó su propio canal de televisión (RDF Télévision française), el primero en la Europa liberada. El 23 de marzo de 1945, RN fue reorganizado como Radiodiffusion française.
Entre las estaciones de radio gestionadas por RN se encuentran Radio Tour Eiffel (1921-1940), Radio PTT (1923-1940), Radio-Paris (1924-1944) y Le Poste colonial (1931-1938, destinada al imperio colonial). En cuanto a la televisión, RN gestionó Radiodiffusion nationale Télévision.